# Amsal
Amsal (암살?, 暗殺?), noto anche con il titolo internazionale Assassination, è un film del 2015 scritto e diretto Choi Dong-hoon.

## Trama
Nel 1933, mentre la Corea si trovava sotto il dominio giapponese, nascono e si sviluppano numerose fazioni indipendentiste. Il capo di una di esse è Yem Sek-jin, che tuttavia segretamente riporta informazioni ai giapponesi.